# Velo Grablje
Velo Grablje (lokalno ime: Velo Grobje) je naselje na Hvaru, u Splitsko-dalmatinskoj županiji. Administrativno je dio Grada Hvara.

## Ime
Selo je dobilo ime po grabu. U Statutima communitatis Lesinae iz 1609. zabilježen je kao Grabge. Budući da je naselje u dolini, kaže se da se ide u Velo Grablje.

## Kultura
Velo Grablje pripada rimokatoličkoj župi sv. Kuzme i Damjana.
Ugledni iseljenik Ivo Zaninović projektirao je muzej. Muzej je bio pred dovršetkom, a izgradnju je prekinula Zaninovićeva smrt.

## Stanovništvo
Podaci iz 1857. i 1869. sadrže i podatke za naselje Malo Grablje.
| broj stanovnika | 427   | 442   | 389   | 513   | 485   | 422   | 520   | 353   | 324   | 301   | 252   | 161   | 61    | 45    | 21    | 7     | 20    |
|                 | 1857. | 1869. | 1880. | 1890. | 1900. | 1910. | 1921. | 1931. | 1948. | 1953. | 1961. | 1971. | 1981. | 1991. | 2001. | 2011. | 2021. |

## Poznate osobe
- Sibe Budrović, hrv. dominikanac, pedagog i vjerski pisac
- Sandro Zaninović (Sandro Zaninovich), amer. dirigent i skladatelj[9]
- Nikša Petrić, hrv. arheolog, povjesničar i pjesnik
- Ivo Zaninović, hrv. pomorski inženjer, filantrop, dobrotvor, jedan od prvih i glavnih organizatora pomoći Hrvatskoj u SAD-u za vrijeme velikosrpske agresije
- Marin Zaninović, hrv. arheolog

## Šport
HNK Levanda natječe se u Hvarskoj nogometnoj ligi. HNK Lavanda ima oko 30 registriranih igrača, dok je broj stanovnika Velog Grablja tek oko 20 (21 po popisu iz 2001.). Razlog time je što u gradu Hvaru živi mnogo obitelji doseljenika iz Velog Grablja kojima je posebna čast igrati za Lavandu.

## Kultura
- udruga Pjover[11]
- U Velom Grablju održava se od 2009. godine edukativna, gospodarska, kulturna i turistička manifestacija Festival levande, koja slavi dugogodišnju tradiciju uzgoja i proizvodnje lavande po kojoj je Hvar desetljećima bio poznat kao „Otok lavande“.[12]

## Spomenici i znamenitosti
- Ruralna cjelina Velo Grablje
- Crkva sv. Vida, u brdima između Hvara i Staroga Grada, nedaleko Velog Grablja

## Vanjske poveznice
- Urbanistički plan uređenja - Velo Grablje Grad Hvar